# Buccinum aleuticum
Buccinum aleuticum är en snäckart som beskrevs av Dall 1895. Buccinum aleuticum ingår i släktet Buccinum och familjen valthornssnäckor. Inga underarter finns listade i Catalogue of Life.